# Natural History Museum (Port Louis)
Het Natural History Museum (OUMNH) is een natuurhistorisch museum in Port Louis op Mauritius. Het werd opgericht door gouverneur George Ferguson Bowen omstreeks 1880. Het gebouw is gedeeltelijk een replica van het Sri Lankeese Colombo Museum building
In het museum bevindt zich onder andere het meest complete dodoskelet, gevonden in 1904 door kapper Etienne Thirioux.